# Högtjärnen (Anundsjö socken, Ångermanland)
Högtjärnen är en sjö i Örnsköldsviks kommun i Ångermanland och ingår i Moälvens huvudavrinningsområde.